# تنام أبيض الرقبة
تنام أبيض الرقبة (الاسم العلمي: Tinamus guttatus) هو نوع من الطيور يتبع جنس التنام من فصيلة التنامية.